# 私がやりました
『私がやりました』（わたしがやりました、Mon crime）は、2023年のフランスのクライム・コメディ映画。監督はフランソワ・オゾン、出演はナディア・テレスキウィッツ、レベッカ・マルデール、イザベル・ユペールなど。
ジョルジュ・ベールとルイ・ベルヌイユによる1934年の戯曲『Mon crime』にインスピレーションを得て作られた映画である。
日本公開は2023年11月3日。フランスでは、動員100万人越えのヒットを記録した。

## ストーリー
1930年代のフランス。売れない新人女優マドレーヌは、親友で駆け出し弁護士のポーリーヌとアパートをルームシェアしているが、家賃はもう5ヶ月も滞納している。マドレーヌは、仕事の話ということで有名映画プロデューサー・モンフェランの邸宅に呼び出されたが、端役と引き換えに愛人になれと迫られたため、噛みついて逃げ出した。
マドレーヌにはアンドレという恋人がいた。アンドレは大企業社長の息子だが、働く気はなく、マドレーヌとの関係を維持するために持参金付きの娘と結婚しようとする軽薄な男だった。絶望したマドレーヌは自殺しようと拳銃を取り出すが、ポーリーヌに止められる。
直後、フランス国家警察のブラン警部がマドレーヌを尋ねて来る。モンフェランが自宅で射殺されたと話した警部は、マドレーヌの拳銃をこっそり押収し、ラビュセ判事に提出した。
第一容疑者にされたマドレーヌはラビュセ判事に尋問されることになった。マドレーヌはポーリーヌを弁護士としたが、疑われたことは、むしろ有名になるチャンスだと2人で割り切り、やってもいない犯行を認めて裁判が開かれた。
マドレーヌは、裁判でポーリーヌの書いた台本を元に、男性による女性の社会的抑圧と正当防衛を訴える鮮やかで感動的なスピーチを行う。そのスピーチは裁判官と大衆の心をつかんで、マドレーヌは正当防衛による無罪を勝ち取った。一躍時の人となったマドレーヌはスターの座へと駆け登り、ポーリーヌにも弁護依頼が殺到した。
豪邸に引っ越したマドレーヌとポーリーヌの前に往年の大女優オデットが現れた。オデットはプロデューサー殺しの真犯人は自分だと話す。モンフェランに借金を頼んだが冷たくされ射殺したのだと言い、証拠として現場から持ち去ったモンフェランの財布を見せた。オデットは口止め料として30万フランを要求した。
マドレーヌはモンフェランの死で益を得たパルマレードと面会し、金銭面での協力を請う。身体を使って誘惑し、場合によってはモンフェラン同様に強姦を誘っての正当防衛での殺害まで検討していたが、パルマレードは意外とお堅く、マドレーヌには手を出さずに協力することを誓う。パルマレードの出資によって、アンドレの父親のタイヤ会社は業績が好転、オデットに支払う30万フランも肩代わりさせて、結婚の許可も得る。
マドレーヌとオデットはモンフェラン殺人事件をネタにした舞台で姉妹役として共演。モンフェラン役に襲われるマドレーヌを駆け付けたオデットが射殺し、姉妹2人で生きていこうと誓い合って幕。ポーリーヌを含む客席の人々から拍手喝采を浴びた。
一年後に、モンフェラン殺害事件に新証言が出たという記事が新聞に掲載された。

## キャスト
マドレーヌ - ナディア・テレスキウィッツ
売れない新人女優。
ポーリーヌ - レベッカ・マルデール
マドレーヌの親友で新人弁護士。
オデット - イザベル・ユペール
無声映画時代の人気女優。『魔笛』が当たり役。モンフェランは人気があったころの運転手であり、再デビューのためにモンフェランと交渉していた。
現場から持ち去ったモンフェランの財布を所持しているが、実際にモンフェランを殺害したのかは定かではない。
ラビュセ判事 - ファブリス・ルキーニ
予審判事。
パルマレード - ダニー・ブーン
南フランス出身の建築家で資産家。モンフェランの別荘を年額50万フラン払いの計800万フランで購入したが、モンフェランが死亡したことで750万フラン分の支払いをせずに済んだ。ラビュセ判事とも家族ぐるみの付き合いがある。
南欧人っぽく女性関係に大らかなようにも見えるが、マドレーヌが自ら服をはだけて胸を露わにしても、踏みとどまるだけの理性も持っている。
ボナール - アンドレ・デュソリエ
大手タイヤ会社の社長。
アンドレ - エドゥアール・スルピス
ボナールの息子。マドレーヌの恋人ではあるが働いてはおらず、また会社の資金難とマドレーヌとの生活費捻出に資産家の娘と結婚してマドレーヌを愛人に……という発想をする。マドレーヌが貞操を護るためにモンフェランを殺害したと知ると裁判で証人としてマドレーヌへの愛を語ると共に、資産家の娘との結婚を白紙に戻す。

## スタッフ
- 監督・脚本 - フランソワ・オゾン[3]
- 衣装デザイン - パスカリーヌ・シャヴァンヌ（フランス語版）[5]
- 配給 - ギャガ[3]

## 作品の評価
フランスの33のメディアによる評価の平均点は5点満点中4点である。
Rotten Tomatoesによれば、51件の評論のうち高評価は98%にあたる50件で、平均点は10点満点中7.3点、批評家の一致した見解は「魅惑的な派手さのある『私がやりました』とその最高のスターたちは、ドタバタ喜劇のファンやフランス好きを魅了するだろう。」となっている。
Metacriticによれば、9件の評論のうち、高評価は8件、賛否混在は1件、低評価はなく、平均点は100点満点中74点となっている。